# Bastienne
Bastienne ist ein weiblicher Vorname. Er wurde im deutschen Sprachraum durch das Singspiel Bastien und Bastienne (KV 50) aus den Jahren 1767/68  von Wolfgang Amadeus Mozart und dem fünfteiligen Fernsehklassiker Am grünen Strand der Spree von Regisseur Fritz Umgelter aus dem Jahre 1960 bekannt. Die Darstellerin der Bastienne war Elisabeth Müller.

## Namenstag
Bastienne hat keinen eigenen Namenstag. Trägerinnen dieses Vornamens können aber den Namenstag für Sebastian verwenden.
- 20. Januar (Hl. Sebastian)

## Herkunft und Bedeutung
Bastienne stammt aus dem Französischen und ist die weibliche Entsprechung von Sebastian, das „die Verehrungswürdige“ bedeutet.

## Weitere weibliche Formen
- Sebastiana (sehr selten)

## Bekannte Namensträgerinnen
- Bastienne Schmidt, deutsche Fotografin (* 1961)
- Bastienne Voss (* 1968), deutsche Buchautorin (Drei Irre unterm Flachdach)